# Olivella myrmecoon
Olivella myrmecoon is een slakkensoort uit de familie van de Olividae. De wetenschappelijke naam van de soort is voor het eerst geldig gepubliceerd in 1912 door Dall.